# ماوريسيو بورجيس
ماوريسيو بورجيس (مواليد 4 فبراير 1989) هو لاعب كرة طائرة برازيلي حصل على الميدالية الذهبية مع منتخب بلاده في أولمبياد 2016.